# Cmentarz żydowski w Świebodzicach
Cmentarz żydowski w Świebodzicach – cmentarz żydowski w Świebodzicach przy ul. Wałbrzyskiej.
Kirkut o kształcie prostokąta stanowi część cmentarza komunalnego. Jest od niego oddzielony kamiennym murem. Zajmuje powierzchnię 0,06 ha. Został założony w 1849. Zachowało się kilka uszkodzonych nagrobków. Teren został uporządkowany w 1998.